# Секступл

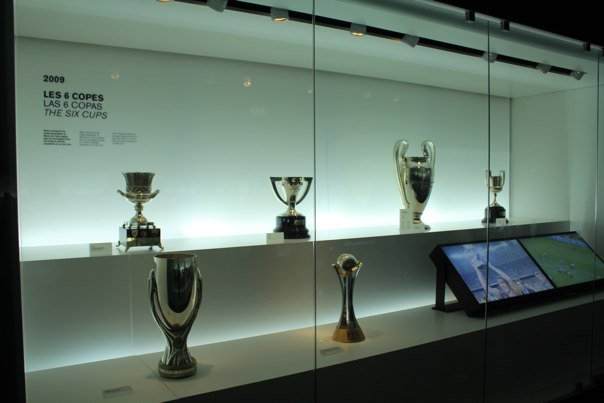
Шість трофеїв, завойованих «Барселоною» в 2009 році, знаходяться в клубному музеї на стадіоні Камп-Ноу.

Секступл (англ. Sextuple) — футбольний термін, що означає перемогу футбольного клубу у шести змаганнях за один спортивний сезон або календарний рік. Протягом футбольного сезону клуби беруть участь у національних змаганнях усередині країни (Бундесліга, Ла Ліга, Англійська Прем'єр-Ліга), міжнародних турнірах у рамках своєї асоціації (Ліга чемпіонів УЄФА, Суперкубок УЄФА), а також у міжконтинентальних змаганнях (Клубний чемпіонат світу). 
Перемога у кількох змаганнях вважається значним та почесним досягненням. Золоті «дублі» і «требл» теж цінуються у футбольному середовищі, але вони трапляються набагато частіше, ніж «секступл». У 2010-х терміни «квадрупл», «квінтупл» та «секступл» використовувалися для позначення команд, які виграли за сезон чи рік чотири, п'ять чи шість трофеїв. 
Цей список обмежений клубами, які виступають у найвищому дивізіоні своєї системи ліг. Тільки двом клубам у світі вдавалося досягти такого досягнення: іспанській «Барселоні» у 2009 році та німецькій «Баварії» у 2020 році.

## Секступл у європейському футболі
Секступл означає, що команда має виграти рівно шість трофеїв протягом календарного року чи сезону. Головною умовою є їхнє співвідношення в часі. 

#### Національні титули:
- Перемога у національному чемпіонаті
- Перемога у національному кубку
- Перемога у національному суперкубку чи кубку ліги

#### Міжнародні титули:
- Перемога у Лізі чемпіонів УЄФА
- Перемога у Суперкубку УЄФА
- Перемога у Клубному чемпіонаті світу

## Порівняння трофеїв
У обох команд «Барселони» та «Баварії» міжконтинентальний «требл» складається з Ліги Чемпіонів УЄФА, Суперкубку УЄФА та Клубного чемпіонату світу. Це пов'язано з тим, що брати участь у завершальному турнірі календарного року, Клубному чемпіонаті світу від УЄФА, може лише переможець Ліги чемпіонів цієї конфедерації. Так, наприклад, починаючи з 2009 року, мадридський «Атлетико» тричі (2010, 2012 та 2018) перемагав у Лізі Європи та Суперкубку УЄФА, але оформити «секступл» з цієї причини не мав можливості, незалежно від успіхів у турнірах усередині країни.
Крім цього, для клубів з Англії та інших країн, де є кубки ліги, ці турніри рівноцінні по відношенню до національних кубків. Клубам із перерахованих країн надається можливість виграти сім трофеїв за сезон. У Шотландії немає національного Суперкубку, тому Кубок Ліги разом із Чемпіонатом і Кубком країни також можуть вважатися національним «треблом», що відкриває дорогу до «секступлу».

## Втрачені секступли
Представлені нижче команди виграли п'ять трофеїв за сезон , і мали змогу взяти шостий титул (Манчестер Сіті мав змогу взяти 7 трофеїв за один календарний рік), але втратили її: 
- 1995: Аякс — виграв Чемпіонат та Суперкубок Нідерландів, Лігу чемпіонів та Суперкубок УЄФА, а також Міжконтинентальний кубок, але програв Феєнорду в 1/4 фіналу Кубка Нідерландів.
- 2006: Аль-Ахлі — виграв Чемпіонат, Кубок та Суперкубок Єгипту, Лігу чемпіонів та Суперкубок КАФ, але поступився у 1/2 фіналу Клубного чемпіонату світу бразильському «Інтернасьоналу».
- 2010: Інтернаціонале — виграв Чемпіонат, Кубок та Суперкубок Італії, Лігу чемпіонів УЄФА та Клубний чемпіонат світу, але не зміг здолати іспанський «Атлетіко» з Мадрида у матчі за Суперкубок УЄФА[5].
- 2011: Барселона — виграла Чемпіонат та Суперкубок Іспанії, Лігу чемпіонів та Суперкубок УЄФА, а також Клубний чемпіонат світу, але зазнав поразки у фіналі Кубка Іспанії проти мадридського «Реалу»[6].
- 2013: Баварія — виграла Чемпіонат та Кубок Німеччини, Лігу чемпіонів та Суперкубок УЄФА, а також Клубний чемпіонат світу, але не змогла перемогти дортмундську «Боруссію» у Суперкубку Німеччини[7].
- 2015: Барселона — виграла Чемпіонат та Кубок Іспанії, Лігу чемпіонів та Суперкубок УЄФА, а також Клубний чемпіонат світу, але не змогла перемогти у Суперкубку Іспанії «Атлетік Більбао»[8].
- 2017: Реал Мадрид — виграв Чемпіонат та Суперкубок Іспанії, Лігу чемпіонів та Суперкубок УЄФА, а також Клубний чемпіонат світу, але в 1/4 фіналу Кубка Іспанії за сумою двох зустрічей вилетів із турніру від «Сельти» з Віго[9].
- 2023: Манчестер Сіті — виграв Чемпіонат і Кубок Англії, Лігу Чемпіонів і Суперкубок УЄФА, а також Клубний чемпіонат світу, але в 1/4 фіналу Кубка Ліги вилетів з турніру від «Саутгемптона», а в Суперкубку Англії програв у серії пенальті лондонському «Арсеналу»[10].

Таким чином всі ці команди оформили «квінтупл». Три випадки із восьми припадає на іспанські клуби. Здебільшого клубам для взяття шести трофеїв за сезон не вистачало саме національних трофеїв.